# Merritt B. Gerstad
Merritt B. Gerstad (* 5. Juli 1900 in Chicago, Illinois; † 1. März 1974 in Laguna Beach, Kalifornien) war ein US-amerikanischer Kameramann.

## Leben
Merritt B. Gerstad setzte 1920 für Regisseur Victor Heerman mit der Stummfilmkomödie The Poor Simp erstmals einen Film als Kameramann in Szene. Zunächst für die Selznick Pictures Corporation tätig, wechselte er 1924 zu den Universal Studios und 1926 zu MGM, wo seine mehrfache Zusammenarbeit mit Regisseur Tod Browning begann. Gemeinsam drehten sie die
Lon-Chaney-Filme The Road to Mandalay (1926), Der Unbekannte (1927) und Um Mitternacht (1927) sowie den Horrorfilm Freaks (1932). Weitere Regisseure, unter deren Leitung Gerstad zum Einsatz kam, waren Jack Conway, Clarence Brown, Harry Beaumont, Mervyn LeRoy und W. S. Van Dyke.
In der frühen Tonfilmzeit war er mehrfach Kameramann von Filmen, in denen jeweils William Haines und Ramón Novarro die Hauptrolle spielten. Ab 1932 war er für alle der größeren Filmstudios tätig, so erneut für Universal, für Columbia Pictures, 20th Century Fox, Paramount Pictures, RKO Pictures und Warner Brothers. Bei Warner entstanden mit Watch on the Rhine (1943), Konflikt (1945) und Rhapsodie in Blau (1945) die letzten Filme, an denen er als Kameramann beteiligt war. Im Laufe seiner Karriere drehte er eine Reihe von Filmkomödien, wie Sam Woods Marx-Brothers-Film Skandal in der Oper (1935), aber auch Filmdramen, wie etwa Henry Kings Im siebenten Himmel (1937) mit Simone Simon und James Stewart in den Hauptrollen. Auch Henry Hathaways Abenteuerfilm Schiffbruch der Seelen (1937) mit Gary Cooper zählt zu seinen Arbeiten.

## Filmografie (Auswahl)
- 1920: The Poor Simp
- 1924: The Man from Wyoming
- 1925: Dangerous Innocence
- 1926: Der Schrecken von Singapore (The Road to Mandalay)
- 1927: Der Unbekannte (The Unknown)
- 1927: Der Sohn der Taiga (Mockery)
- 1927: Um Mitternacht (London After Midnight)
- 1928: Zirkus-Babys (Circus Rookies)
- 1928: Die Dame hinterm Vorhang (A Certain Young Man)
- 1929: Goldjäger in Kalifornien (Tide of Empire)
- 1929: Die Brücke von San Luis Rey (The Bridge of San Luis Rey)
- 1929: Wonder of Women
- 1929: Navy Blues
- 1929: Der jüngste Leutnant (Devil-May-Care)
- 1930: Our Blushing Brides
- 1930: Der Sänger von Sevilla (Call of the Flesh)
- 1930: Those Three French Girls
- 1931: The Great Lover
- 1931: Guilty Hands
- 1932: Freaks
- 1932: Zahlungsaufschub (Payment Deferred)
- 1933: The Secret of Madame Blanche
- 1933: Eine Frau vergisst nicht (Only Yesterday)
- 1934: Frauen am Scheidewege (Imitation of Life)
- 1935: Skandal in der Oper (A Night at the Opera)
- 1936: Der große Ziegfeld (The Great Ziegfeld)
- 1936: One Rainy Afternoon
- 1936: The Magnificent Brute
- 1937: Im siebenten Himmel (Seventh Heaven)
- 1937: Schiffbruch der Seelen (Souls at Sea)
- 1939: Scotland Yard blamiert sich (Bulldog Drummond’s Secret Police)
- 1939: Zauberer der Liebe (Eternally Yours)
- 1941: Tom, Dick und Harry (Tom, Dick and Harry)
- 1943: Watch on the Rhine
- 1945: Konflikt (Conflict)
- 1945: Rhapsodie in Blau (Rhapsody in Blue)